# Albert Gutterson
Albert Lovejoy Gutterson (Andover, Vermont, 23 d'agost de 1887 – Burlington, Vermont, 7 d'abril de 1965) va ser un atleta estatunidenc que va prendre part en els Jocs Olímpics d'Estocolm de 1912 i que guanyà la medalla d'or en la prova de Salt de llargada. Gutterson va establir un nou rècord olímpic de la prova amb un millor salt de 7.60 metres.
Gutterson estudià a la Universitat de Vermont on va destacar en la pràctica de l'atletisme. És l'únic atleta d'aquesta universitat en haver guanyat una medalla d'or en uns Jocs Olímpics d'estiu. El complex esportiu de la universitat és anomenat Gutterson Fieldhouse en honor seu. Sports Illustrated el situà entre els millor 50 atletes de Vermont del segle xx. Fou una de les set primeres personalitats que foren reconegudes amb el University of Vermont Sports Hall of Fame.
Gutterson acabà estudiant enginyeria i treballà per la Jones and Lamson Machine Co. I més tard, entre 1925 i 1950, per la indústria petroliera. Entre 1950 i 1963 fou president de la Lovejoy Tool Company, empresa que havia estat fundada pel seu oncle.